# Gai Valeri Catul
Gai Valeri Catul (llatí: Gaius Valerius Catullus) (pronunciació en llatí clàssic: /ˈɡaːiʊs waˈɫɛriʊs kaˈtʊːlʊs/) (Verona, c. 84 aC - Roma, c. 54 aC) va ser un poeta romà del segle i aC, un dels més destacats dels Poetae noui.

## Biografia

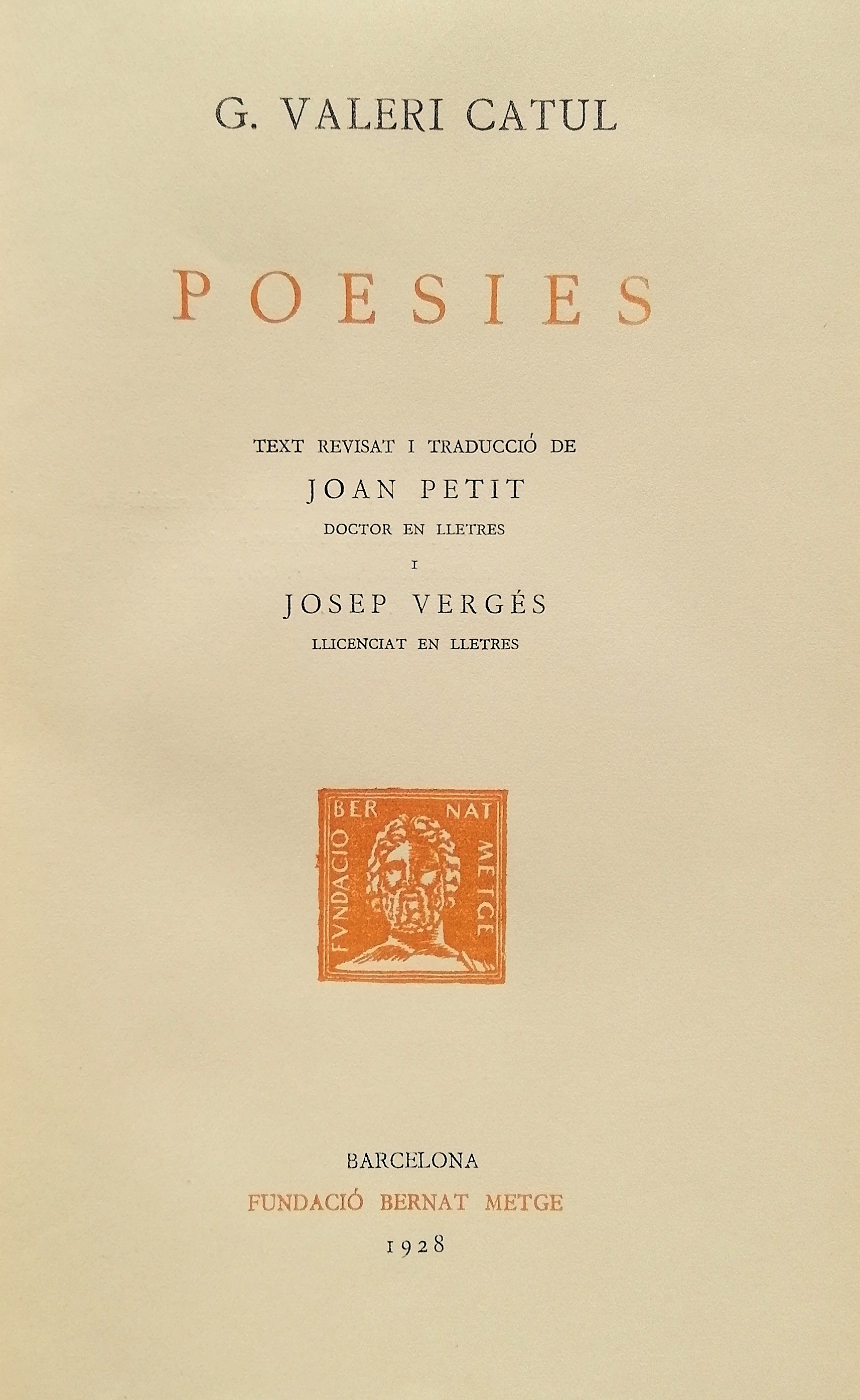
Poesies de Valeri Catul, traducció catalana publicada a Barcelona per la Fundació Bernat Metge dins la Col·lecció Fundació Bernat Metge l'any 1928

Les dates de naixement i de la mort de Catul són incertes. Segons Jeroni d'Estridó va néixer l'any 87 aC i va morir a l'edat de 30 anys, és a dir, cap a l'any 58 aC. Actualment, alguns estudiosos opten per traslladar la data de la seva mort al 54 aC, ja que en els seus poemes apareix, per exemple, el seu viatge a Bitínia el 57/56 aC i també perquè explica alguns fets de l'any 55 aC. Altres estudiosos han proposat posposar la data de naixement al 84 aC i mantenir la de la seva mort al 54 aC.
Va néixer a Verona en el si d'una família rica i influent. Suetoni en la seva obra La vida dels dotze Cèsars ens explica com el pare de Catul va acollir a casa seva Cèsar durant el seu proconsolat de la Gàl·lia:
| « | Confessava que Valeri Catul en els seus versos sobre Mamurra l'havia assenyalat amb un estigma etern, i en el mateix dia que li va donar satisfacció, el va admetre a la seva taula, sense haver trencat mai les seves relacions d'hospitalitat amb el pare del poeta. | » |

També el mateix Catul ens explica que la seva família posseïa una finca a Sirmió, on actualment queden ruïnes d'una vil·la que actualment anomenen les Grotte di Catullo.
No tenim notícies de la seva infància i adolescència, però sabem que va anar a Roma per complementar l'educació que va rebre a Verona. Aviat s'integrà en la vida elegant de la ciutat i en els seus cercles literaris. Va arribar a considerar Roma com casa seva:
| « | "perquè vivim a Roma: es la meva casa, hi vius perquè jo hi visc, allà hi passo els millors anys de la meva vida." | » |

A Roma, hi trobà l'estímul per madurar literàriament i per desenvolupar el seu enginy i la seva sensibilitat poètica. Va tenir l'estima i el suport de personatges il·lustres, polítics i literaris, com el propretor Gai Memmi, l'orador Quint Hortensi Hortal i l'historiador Corneli Nepot, a qui dedicà un llibret de poemes.
Malgrat no haver participat en la vida política romana, Catul no va romandre indiferent ni als agitats i violents esdeveniments d'aquells anys i ni als seus protagonistes (Cèsar, Pompeu, Ciceró, etc.). Per exemple, sovint va criticar Cèsar en els seus epigrames de manera ferotge.
Probablement, un dels personatges més coneguts de la poesia de Catul és Clòdia, germana del tribú de la plebs Publi Clodi Pulcre i esposa de Quint Cecili Metel Cèler. Catul dedicava poemes amorosos a Clòdia utilitzant el pseudònim de Lèsbia. La identificació de Lèsbia amb Clòdia va ser gràcies al testimoni d'Apuleu en la seva obra Apologia, tot i que actualment alguns estudiosos encara dubten d'aquesta identificació, ja que Publi Clodi Pulcre tenia tres germanes amb el mateix nom. Per altra banda, deixant de banda els problemes de la identificació, Catul va dedicar nombrosos poemes a la seva estimada i, per aquests, podem saber que van tenir una relació amorosa i, fins i tot, veure com la seva relació es va desenvolupar. En primer lloc, trobem diversos poemes que parlen de la felicitat inicial de la seva relació, entre els quals trobem els dos famosos poemes dedicats al passer ('pardal') de Lèsbia. Seguidament, trobem alguns poemes que parlen del patiment de Catul a causa de les infidelitats de la seva estimada, fet que desencadena l'odi de Catul i finalment, la ruptura.
Un altre fet destacable de la seva biografia és una expedició a Bitínia (Àsia Menor) sota el comandament del propretor Gai Memmi Gemel, entre els anys 57/56 aC. Aquest viatge no li comportà cap avantatge, tret de l'emoció d'haver visitat la tomba del seu germà mort a la Tròade. Quan va tornar a Roma, probablement hi va viure fins a la seva mort.

## Elspoetae noui
Els poetae noui o poetes neotèrics van ser un grup de poetes del segle I aC. El seu nom prové de Ciceró, que sembla que els va posar aquest nom de manera irònica. Aquests poetes es caracteritzen principalment per la influència que van rebre de la poesia alexandrina, sobretot del poeta hel·lenístic Cal·límac. Tenien una preferència pels poemes breus com els epil·lis, l'elegia, l'epigrama i es caracteritzen per la perfecció formal dels seus poemes, l'individualisme i per l'erudició.
D'aquest moviment trobem dos períodes: el primer, a finals del s. II fins a la primera meitat del segle i aC, en què trobem Lutaci Càtul, Porci Licí, Valeri Editu, etc. Aquests es consideren que són els antecedents dels neotèrics en sentit estricte. Finalment, en el segon període, en el segle i aC, trobem Catul com a major exponent dels neotèrics, tot i que coneixem altres noms de neotèrics per la poesia de Catul. Alguns d'aquests poetes són Licini Calvus, Helvi Cinna i Cornifici.

## Obra
L'obra que es conserva de Catul aplega un total de 114 poemes, molt variats pel que fa als temes, la mètrica i l'extensió. Podem dividir la seva obra en poemes llargs i breus.

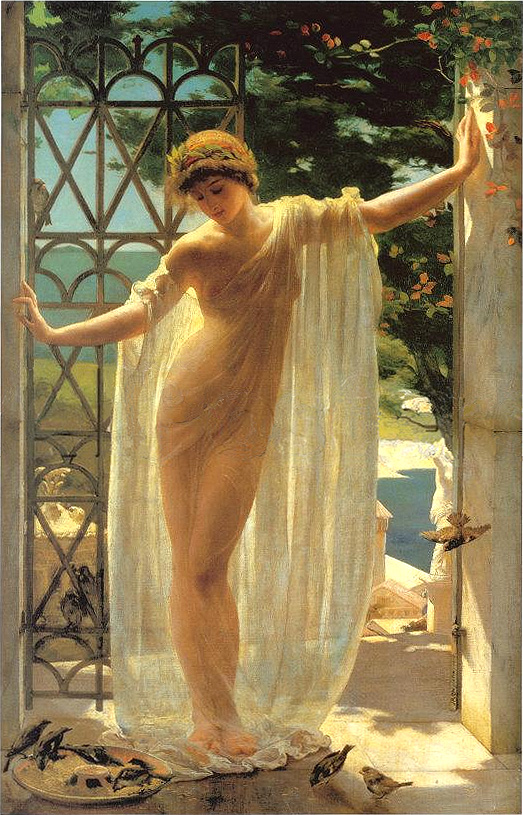
Lèsbia, de John Reinhard Weguelin

Pel que fa als poemes breus, cal destacar els poemes de temàtica amorosa en què trobem el cicle de Lèsbia, que és un conjunt de poemes dedicats a la seva estimada Lèsbia i que parlen de la seva relació. La seva poesia amorosa no sols està dedicada completament a Lèsbia, sinó que també s'hi troben altres poemes dedicats a algunes amants com Ipsitil·la, Ameana i Aufilena i a un noi anomenat Juvenci.
En la seva poesia amorosa, podem veure com Catul va configurar una concepció amorosa en què va transportar alguns valors cívics romans a l'amor com la fides, el foedus o la pietas. Per exemple, la fides representa uns vincles de fidelitat que han de mantenir tots dos perquè han acceptat un pacte (foedus). Pel que fa a la pietas, és el valor romà de lleialtat a la paraula donada. Aquesta concepció amorosa, la podem veure en alguns poemes, com per exemple en el poema CIX, en què Catul espera que el pacte (foedus) que ha proposat a la seva estimada es compleixi eternament.
Dins d'aquest grup, també hi ha les invectives que són poemes en què critica durament els seus enemics i algunes de les figures polítiques destacades de la seva època, com Juli Cèsar. També alguns d'aquests enemics eren del terreny amorós. A més a més, cal destacar que dins d'aquest grup també trobem alguns poemes dedicats als seus amics. Alguns d'aquests poemes són de metre divers, mentre que d'altres que estan compostos en dístics elegíacs.
Pel que fa als poemes llargs, també anomenats carmina docta, cal destacar les elegies, els epil·lis i epitalamis o cants nupcials. Pel que fa a les elegies, les més destacades són la dels amors de Laodamia i Protesilau (LXVIII) i la traducció d'un poema del poeta alexandrí Cal·límac de Cirene (LXVI). Pel que fa als epil·lis, poemes èpics breus, trobem les noces de Tetis i Peleu (LXIV), en què el poeta fa una ècfrasi per parlar del mite d'Ariadna i Teseu. Un altre poema destacat dins dels epil·lis és el que està dedicat al mite d'Atis (LXIII). Finalment, els epitalamis són poemes dedicats als nuvis amb motiu de les noces. D'aquest tipus de poemes, en trobem dos en l'obra de Catul (LXI i LXII).

## Característiques i temes de l'obra de Catul
Una de les característiques de la poesia de Catul és la varietat mètrica. Dins de la seva obra, trobem dos tipus de poemes segons la seva mètrica: en primer lloc, els poemes breus en metre divers i, en segon lloc, els poemes llargs i breus en dístics elegíacs. Una altra característica que, a més a més, comparteix amb els altres poetes dels Poetae noui és la importància dels sentiments personals i de la seva pròpia experiència. La majoria de poemes de Catul parlen dels seus amors o de personatges que Catul devia conèixer i que va criticar durament.
També destaca la perfecció formal dels seus poemes, tant els llargs com els breus, i el seu estil molt acurat. Pel que fa al seu llenguatge, en molts dels seus poemes utilitza el llenguatge col·loquial que parlaven les classes cultes de l'època.
Pel que fa als temes, van des de l'amor i la mitologia a la crítica ferotge de diversos personatges.

## Tradició manuscrita

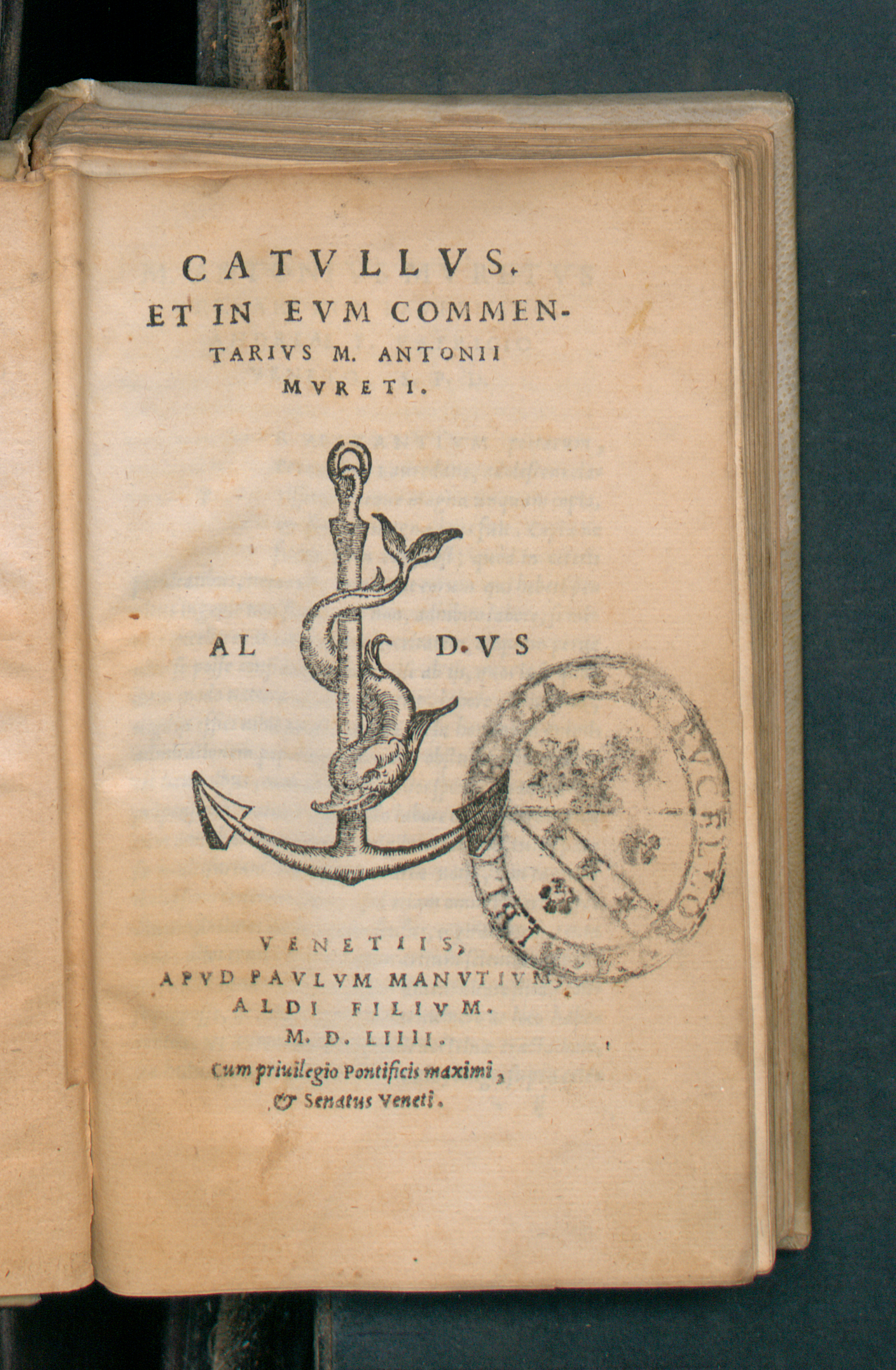
Carmina, 1554

Durant l'edat mitjana, l'obra de Catul era gairebé desconeguda, ja que d'aquesta època trobem un manuscrit anomenat Thuaneus del segle ix, que només conté el poema LXII i el còdex Veronensis, copiat per ordre del bisbe Rateri de Verona, al segle x, que malauradament es va perdre.
No en tenim més notícies fins al segle xiv, quan un funcionari veronès anomenat Francesco va trobar un manuscrit de Catul en la Biblioteca Capitular de Verona i el va copiar, malgrat que aquesta notícia encara es discuteix. Tot i així, sembla que l'obra de Catul es va salvar gràcies a les dues còpies que es van fer del Veronensis abans que es perdés: la primera seria la còpia de Francesco i la segona és un manuscrit anomenat Oxoniensis, que es conserva a Oxford i que data de la segona meitat del segle xiv. Se sap que la còpia feta presumptament per Francesco va desaparèixer, tot i que abans se'n van fer dues còpies d'aquest: el Sangermanensis, que es troba a la Biblioteca Nacional de París, de l'any 1375, i el Romanus de la Biblioteca Vaticana, que data de finals del segle xiv.
Gràcies a la impremta, l'obra de Catul es va poder difondre de gran manera. L'any 1472, es publica la primera edició de Catul a Venècia i poc després en van aparèixer tretze més.

## Models

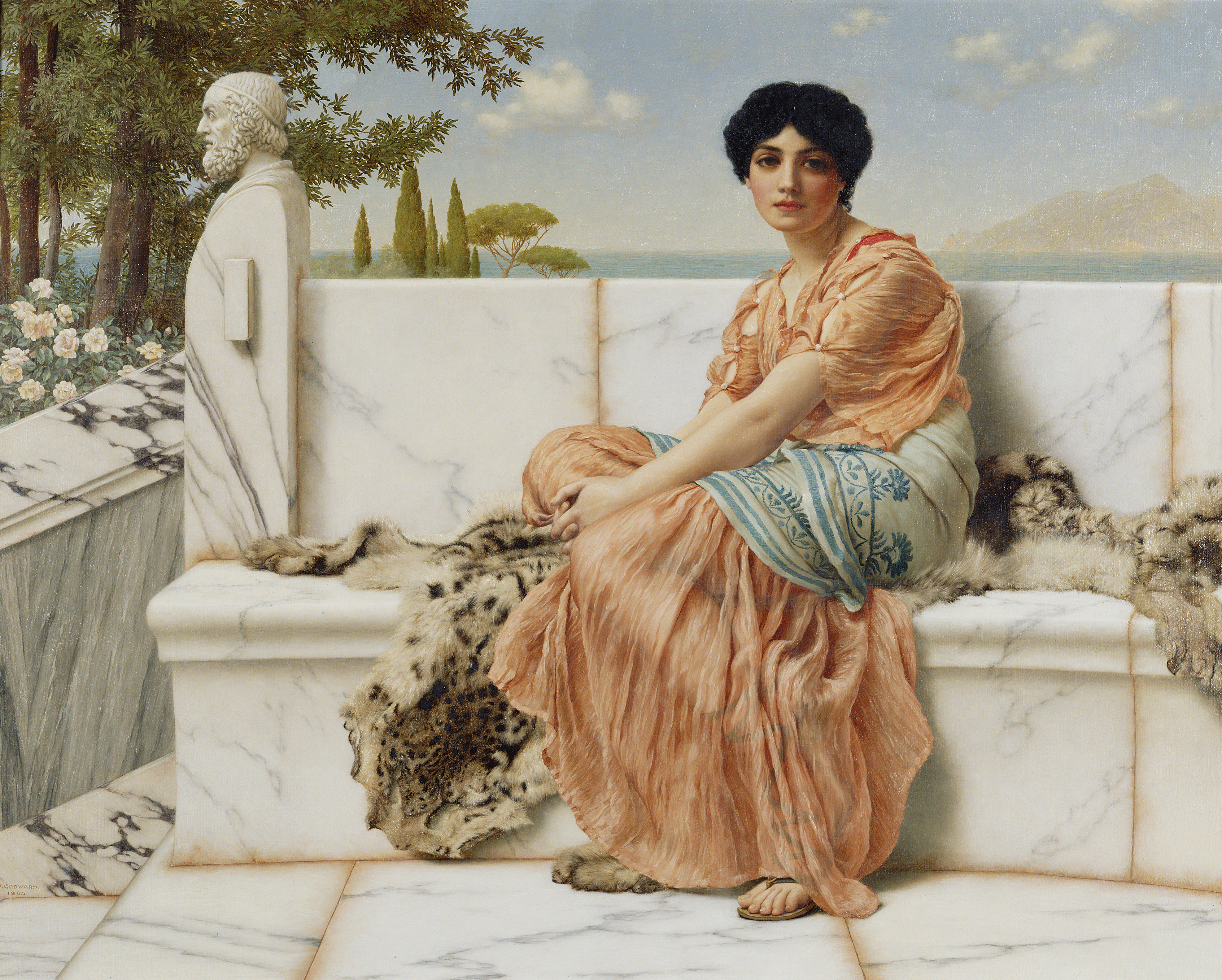
Safo

Com a poeta dels Poetae noui, Catul segueix el model d'aquests poetes, Cal·límac. Aquest poeta hel·lenístic el va influir en els gèneres literaris triats, ja que Catul conrea sobretot poesia breu, com els epil·lis i epigrames, tot i que també conrea l'elegia. Catul va seguir la perfecció formal d'aquest poeta, com també l'erudició. Aquesta influència, la podem veure en la traducció que va fer Catul de La cabellera de Berenice (LXVI) de Cal·límac.
Cal destacar que no sols va tenir aquest model, sinó que també va estar influït per alguns autors de la poesia lírica grega arcaica com Safo, de la qual va adaptar un poema que ens ha arribat incomplet (XXXI) en el poema LI. També alguns estudiosos creuen que va utilitzar com a model la poesia d'Anacreont, Arquíloc i Hipònax.
També va estar influït per una tradició itàlica procaç. Un exemple d'aquest model es troba en un dels epitalamis (LXI), en què veiem la influència dels versos fescennins, un tipus de poesia popular llatina que es recitava en les noces.

## Posterioritat
La poesia de Catul va ser força apreciada pels autors posteriors de la literatura llatina. Per exemple, Ovidi l'elogia en la seva obra Amores i, en algun passatge d'aquesta obra, podem veure la petjada de Catul, per exemple en el poema dedicat a la mort del papagai de la seva estimada Corinna, en què veiem clarament que es va inspirar en el poema de Catul sobre la mort del pardal de Lèsbia. Marcial també el va elogiar en nombroses ocasions en la seva obra. A més a més, no sols va gaudir d'una bona consideració entre els poetes llatins, sinó que també alguns autors de prosa llatina, com Plini el Jove i Aule Gel·li, el van considerar un excel·lent poeta.
En l'època del Renaixement, Catul va ser força conegut entre alguns autors com Petrarca i Shakespeare i, en època del romanticisme, va ser admirat per Johann Wolfgang von Goethe i Lord Byron.
Pel que fa a altres àmbits culturals, el compositor alemany Carl Orff va compondre la cantata Catulli Carmina, basant-se en alguns poemes de Catul. També diverses novel·les actuals parlen sobre Catul i sobretot dels seus amors amb Lèsbia. Alguns títols destacats són Lesbia mía d'Antonio Priante i la novel·la d'Isabel Barceló La muchacha de Catulo.

## Traduccions catalanes
- Poesies. Traducció i revisió de Joan Petit i de Josep Vergés i Fàbregas. 102 pàgines dobles en llatí / català. Barcelona, 1928. Col·lecció Fundació Bernat Metge.
- Poesies (Segona edició). Traducció i revisió d'Antoni Seva i Josep Vergés. Barcelona, Fundació Bernat Metge.
- Els poemes. Traducció: Jaume Juan Castelló.  Martorell: Adesiara Editorial, 2025, p. 320. ISBN 978-84-19908-26-1.